# 金門酒廠

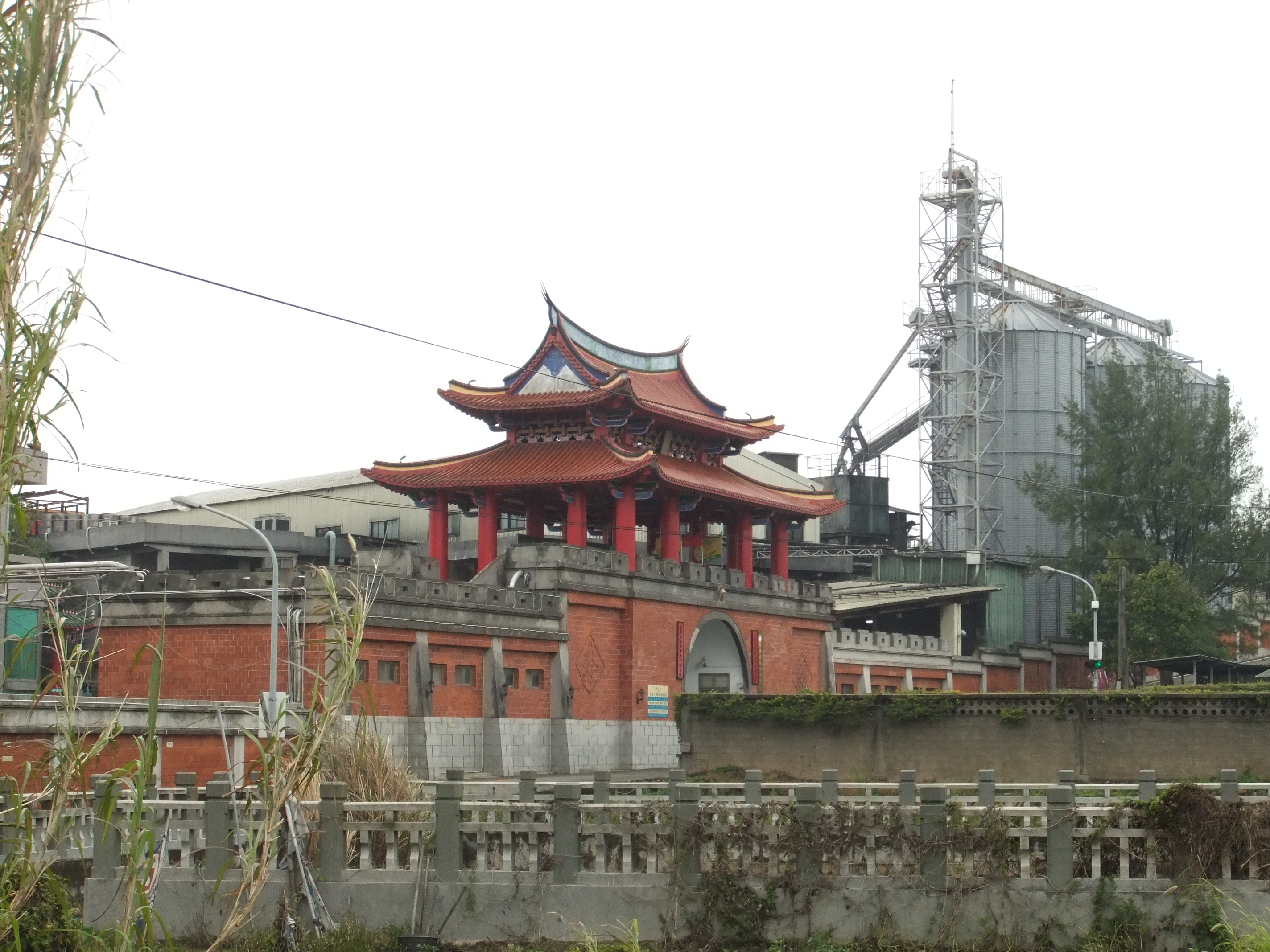
金門酒廠

金門酒廠，全名金門酒廠實業股份有限公司，簡稱金酒、KKL，是金門一家以生產、銷售金門高粱酒為主的公司，為金門縣政府所經營之縣營事業機構。

## 歷史
1951年，陸軍金門防衛司令部司令官（兼福建省政府主席）胡璉上將，在飲用葉華成開設之金城酒廠所製之高粱酒後，覺得甚為美味，又為了解決當時金門的財政問題，逐興起興辦公營酒廠之構想，再三請求葉華成出任酒廠技術人員，皆被拒絕。 
1952年9月3日，奉陸軍金門防衛司令部《忠征一會字第二三七八號令》公文，指派葉華成擔任金門經濟管制組附設酒廠技術課課長，荐任一級支薪，暫以金城酒廠作為廠房，並籌建新酒廠廠房。1953年1月14日，九龍江酒廠新廠房落成，2月1日，正式量產，3月另鑿深井作為釀酒之水源。
對於葉華成任酒廠技術課長一事，葉華成的長子葉競榮回憶說，胡璉下令私人不准釀酒，並派三、四位副官每天到葉家，要求葉華成幫忙公家蓋酒廠；最後胡璉直接下了一道軍令，指派葉華成為金門九龍江酒廠技術課課長。1954年，葉華成離開九龍江酒廠。
1956年，九龍江酒廠改名金門酒廠。
1998年2月16日，金門酒廠公司化，金門酒廠實業股份有限公司成立。

## 外部連結
- 金門酒廠實業股份有限公司 （页面存档备份，存于）
- 金门酒厂(厦门)贸易有限公司 （页面存档备份，存于）
- 金門酒廠的Facebook專頁
- YouTube上的金門酒廠頻道